# فرانسوا دومون
فرانسوا دومون (بالفرنسية: François Dumont)‏ هو رسام فرنسي، ولد في 7 يناير 1751 في لونفيل في فرنسا، وتوفي في 27 أغسطس 1831 في باريس في فرنسا.

## وصلات خارجية
- فرانسوا دومون على موقع الموسوعة البريطانية (الإنجليزية)